# Asche zu Asche
Asche zu Asche (v češtině Popel k popelu) je píseň a zároveň singl německé skupiny Rammstein. Byla vydána 15. února 2001, jako třetí singl alba Herzeleid a na VHS/DVD Live aus Berlin. Tato píseň se hraje na každém koncertu skupiny, členům při ní vzplanou mikrofony coby efekt. Často se prezentuje jako ukřižování Ježíše Krista.

## Tracklist
- Asche zu Asche [Album version] 03:51
- Spiel mit mir [Live version] 05:22
- Laichzeit [Live version] 05:14
- Wollt ihr das Bett in Flamen sehen [Live version] 05:52
- Engel [Live version] 05:57
- Asche zu Asche [Live version] 03:24